# مقاطعة فرانكلين (مين)
مقاطعة فرانكلين هي مقاطعة في مين، بلغ عدد سكانها 30٬768  نسمة، في 2010، عاصمتها Farmington, Maine ‏، تبلغ مساحتها 4٬518 كيلومتر مربع.

## الموقع
تشترك في الحدود مع:
- مقاطعة سومرست (مين)
- مقاطعة أندروسكوجين (مين).

## التقسيمات الإدارية
- Avon, Maine [الإنجليزية]‏
- كارباسيت
- كارثاغ
- تشيسترفيل
- Coplin Plantation, Maine [الإنجليزية]‏
- Dallas Plantation, Maine [الإنجليزية]‏
- Freeman  [لغات أخرى]‏
- Eustis, Maine [الإنجليزية]‏
- Farmington, Maine [الإنجليزية]‏
- اينداستري
- جاي
- كينغفيلد
- نيو شارون
- نسو فينيارد
- North Franklin, Maine [الإنجليزية]‏
- فيليلبس
- Rangeley, Maine [الإنجليزية]‏
- Rangeley Plantation, Maine [الإنجليزية]‏
- Sandy River Plantation, Maine [الإنجليزية]‏
- South Franklin, Maine [الإنجليزية]‏
- Strong, Maine [الإنجليزية]‏
- Temple, Maine [الإنجليزية]‏
- Weld, Maine [الإنجليزية]‏
- West Central Franklin, Maine [الإنجليزية]‏
- Wilton, Maine [الإنجليزية]‏
- Wyman, Maine [الإنجليزية]‏.

## أعلام
- حيرام بيت بينيت